# Egemen Korkmaz
Egemen Korkmaz (født 3. november 1982 i Balıkesir), er en tyrkisk fodboldspiller, som i øjeblikket spiller for İstanbul Başakşehir. Han har tidligere spillet for Fenerbahce og Besiktas.
Opnået inden for fodbold, af Egemen Korkmaz:
Trabzonspor:
Tyrkisk Cup: 2009-10,
Super Cup: 2010
Fenerbahce: 
Tyrkiske Liga: 2013-14,
Tyrkisk Cup: 2012-13,
Super Cup: 2014,
Uefa Europa League: Semi-finalist 2012-13